# Върба (река)
Вижте пояснителната страница за други значения на Върба.

Върба, Искидже или Скечанска (на гръцки: Κόσυνθος Косинтос), е река в Централни Родопи, Гърция. Дължината ѝ е 55 km.

## Речно течение
Реката извира южно от връх Циганско градище на 1580 m н.в. в планината Кушлар, част от Родопите. След това пресича Помакохория (Помашкия
район) (на гръцки: Πομακοχώρια), преминава през град Ксанти, след това преминава през равнинна местност в югоизточна посока, като се влива в езерото Буругьол (Вистонида) (на гръцки: Βιστωνίδας).
Климатът на водосбора се отличава с влажна и мека зима и топло и сухо лято.

## История
В древността името на реката е било Косинитис (на гръцки: Κοσσινίτης).